# Paleo-ichtyologie
Paleo-ichtyologie, een afdeling die men tot de Paleontologie rekent, en zich specialiseert in fossiele vissen, hun morfologie en evolutie.
- Paleo-ichtyologie (taxonomie)